# Calamochrous dichroma
Calamochrous dichroma là một loài bướm đêm trong họ Crambidae.